# Museo Hide
El Hide Museum era un museo situado en Yokosuka, ciudad costera en la prefectura de Kanagawa, en Japón. Fue abierto el 2 de mayo de 2000, y estaba dedicado al fallecido guitarrista Hideto Matsumoto, el más emblemático componente de la banda de rock y metal X Japan. Era una recopilación de objetos personales suyos, como manuscritos originales de sus letras, indumentaria, guitarras y demás. El museo estuvo abierto hasta el 25 de septiembre de 2005, cuando tuvo que cerrar por falta de fondos
- Datos: Q6033390
- Multimedia: Hide Museum / Q6033390